# 朱利葉斯·瓦格納-堯雷格
（奧地利在1919年廢除Ritter頭銜，之後他的名字變成，1857年3月7日—1940年9月27日）是一名奧地利醫學家和心理学家。
瓦格納-堯雷格出生於上奧地利的韋爾斯。1874年到1880年在維也納大學學習醫學。他在1887年研究丹毒與結核菌在對於思覺失調的影響，但效果不彰。因此他在1917年研究以瘧原蟲接種來治療麻痹性痴呆。這項研究使他獲得了1927年的諾貝爾生理學或醫學獎。他的其它工作包括治疗精神病、梅毒和甲状腺疾病。
瓦格納-堯雷格於1940年逝世於維也納。

## 生平

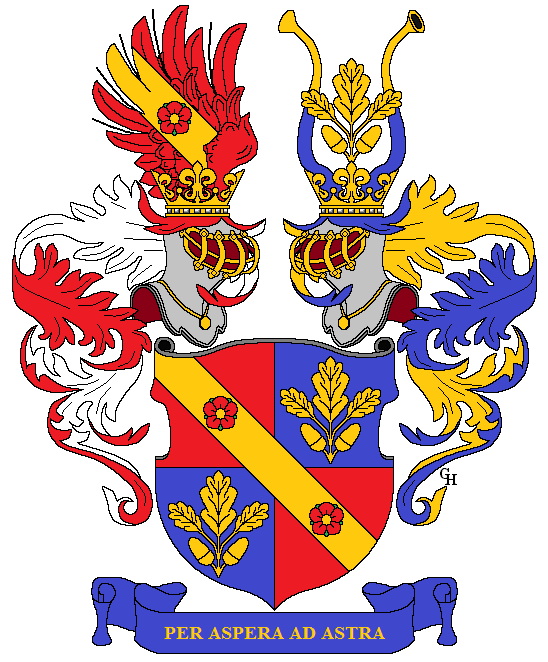
瓦格納-堯雷格家族的骑士阶层徽章

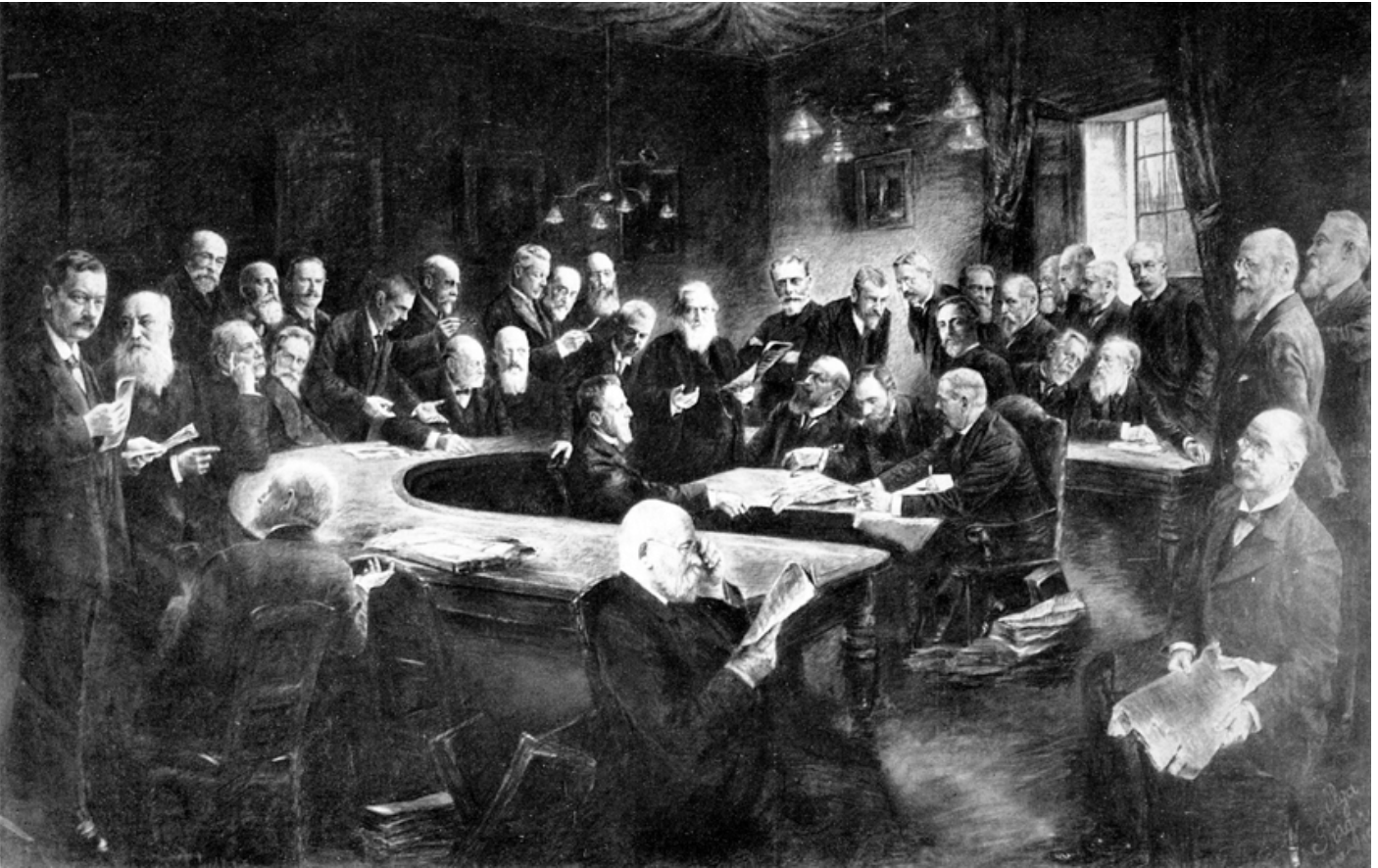
维也纳大学教授团，1908年至1910年间画成，粉笔画

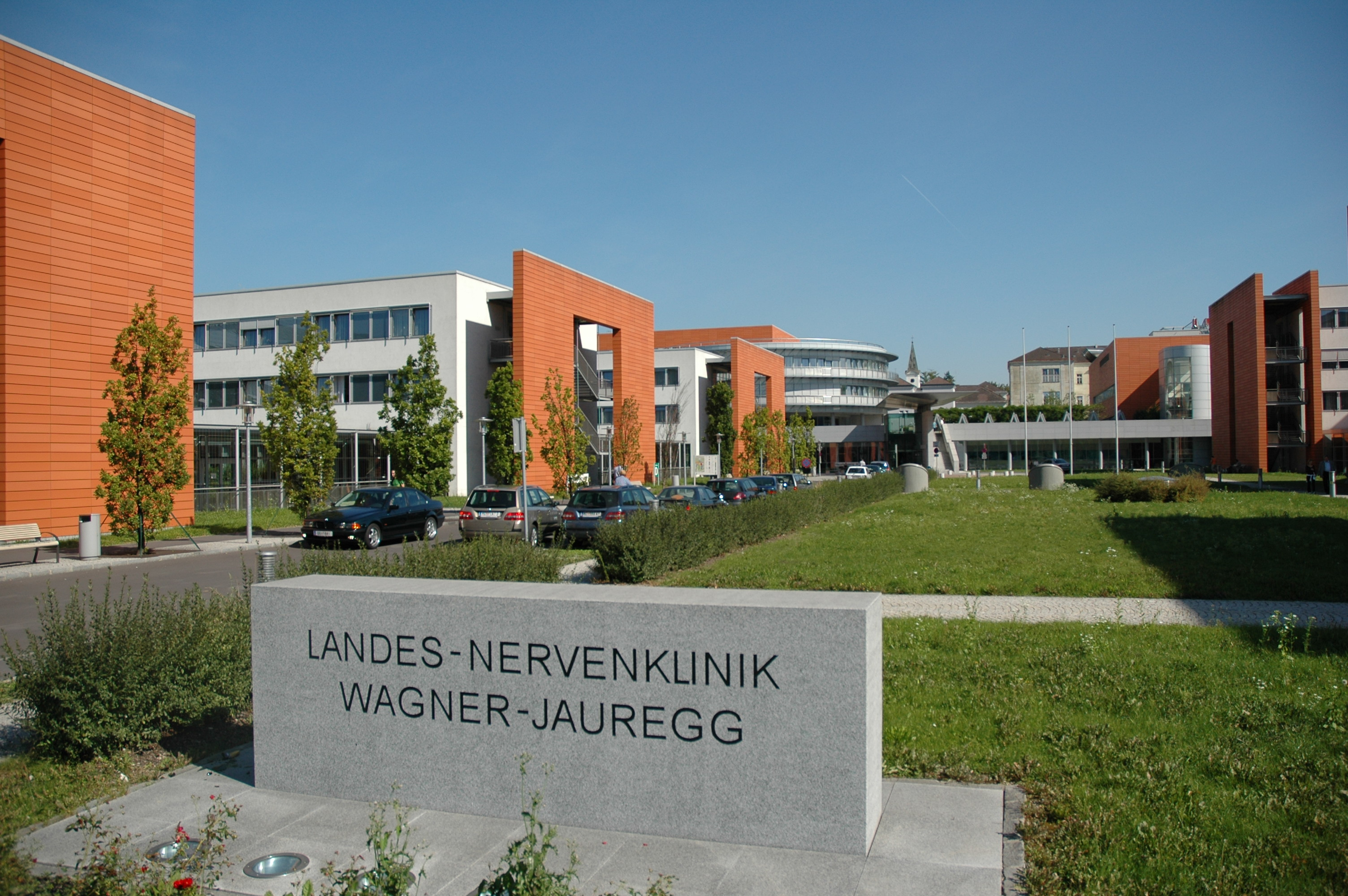
上奥地利州立精神病医院，至2015年为止被命名为朱利葉斯·瓦格納-堯雷格医院

朱利葉斯·瓦格納-堯雷格出生于上奥地利韋爾斯，他的父亲是一名律师，本名瓦格纳。他父亲在1883年在维也纳任经济参谋时获得了堯雷格骑士的头衔，这个头衔是可以遗传的，因此虽然他的两个儿子当时已经成人他们也获得了这个头衔。从此他们的名字为瓦格納-堯雷格。从1872年开始他们住在维也纳。朱利葉斯·瓦格納-堯雷格在维也纳中学毕业，他成绩优秀。他开始在维也纳大学学医。1880年他获得医学博士学位毕业。从他上大学开始他是维也纳大学学术体操俱乐部和歌唱俱乐部成员。至1882年他在大学的普及和试验病理学研究所，在那里他发表了两篇论文。他短时间在内科学系工作，然后去下奥地利州立神经病院做院长助手。心理学本来不是他希望深造的专业，但是他是一个有雄心、努力和坚强的年轻医生，是一名热情的体育运动员（登山，游泳，骑马），他抓住了这个提升的机会。1885年他获得神经疾病和心理学的特许任教资格并开始就神经系统病理学授课。
1889年瓦格納-堯雷格继理查德·冯·克拉夫特-埃宾成为格拉茨大學神经心理学医院院长。他的研究重点之一是在施泰爾馬克州常见的先天性碘缺乏症候群。通过在饮水和食盐里添加少量碘他得以有效地防御先天性碘缺乏症和甲状腺肿。他长日在施泰爾馬克的山区里徒步登山，有很多机会实地研究这些病症。
1893年瓦格納-堯雷格成为维也纳下奥地利州立神经和精神病治疗和护理医院院长以及非常心理学教授。1902年他转到维也纳大学普通医院的心理学诊所，1911年又回到他此前的位置。
1900年在他的妻子怂恿下瓦格納-堯雷格把当时在奥地利最著名的轻歌剧演员亚历山大·吉拉尔迪判为患精神病，而他自己根本没有考察吉拉尔迪的情况。这使得当时奥地利皇帝弗朗茨·约瑟夫一世的情妇和演员卡塔琳娜·施拉特促使弗朗茨·约瑟夫一世发起“神经科改革”。
早在1883年瓦格納-堯雷格就已经发现高烧对瘫痪病人有好作用。1890年/91年在格拉茨的时候他试图使用结核菌素引起高烧但是效果不佳。1917年他使用疟疾病原引起发热来治疗神經性梅毒（梅毒的一种体现）导致的麻痹，效果很好。1927年瓦格納-堯雷格因为这个发现被授予诺贝尔生理学或医学奖。在抗生素被发现之前这个疗法获得使用。
第一次世界大战期间瓦格納-堯雷格的任务是治疗战争导致的心理创伤，他非常专注区分假装心理有问题和真正心理有问题的病人。他在这个过程中也使用强制性电疗法，这个手段很快受到批评。战后由于报纸出于政治目的对此大加报道，因此在奥地利设立了一个调查军事责任错误的委员会。在关于心理病的部分里西格蒙德·弗洛伊德对瓦格納-堯雷格的手段持批评态度，但是由于瓦格納-堯雷格的疗法有效弗洛伊德的总结表示赞扬。

## 个人
朱利葉斯·瓦格納-堯雷格1890年第一次结婚，他的首任夫人是他过去的一名病人。因为当时在天主教里无法离婚，两人从1903年开始分居。两人的女儿后来成为旅游记者。与他的第二任妻子他有一个儿子，后来成为化学家。
瓦格納-堯雷格喜欢体育运动，尤其骑马和登山。在日常生活里他只穿蓝色布料的西装和大衣，他的衣服是按照山区农民周日的礼服设计的。他要新衣服时只要给他的裁缝打电话就可以了，不必去量身材。除专业书外其它书籍他总是买小册子的，他把书拆开，放在口袋里，在散布或者坐电车的时候读。

## 与纳粹的关系
从1990年代末开始绿党—绿色替代和奥地利共产党要求以瓦格納-堯雷格命名的街道、广场和卫生设施改名，以及要求他在维也纳中央公墓上的墓地被撤销荣誉墓地的地位。瓦格納-堯雷格被指责与纳粹党有牵连，传播纳粹主义思想以及支持強制絕育等優生學和种族卫生的思想。他称女性參政權为退化。上奧地利州设立的调查维也纳中央公墓1938年至1945年间荣誉墓地历史委员会的报告中不仅提出了这些指责。根据这份报告瓦格納-堯雷格的社会政治观点属于保守派，他支持大德意志人民黨。1940年4月21日他申请加入纳粹党，但是“因为……种族问题搁置”（他的前妻时犹太人）。报告认为他随当时的潮流赞同优生学，但是他的观点没有达到出格的地步。奥地利抵抗运动文献馆批评这个评价。
他的名字也出现在德国社会人民联盟的名单上，这个联盟是纳粹党在奥地利的一个隐秘组织。阿圖爾·賽斯-英夸特等纳粹党人士也在这个名单上。由于德奧合併这个组织仅在计划中就被中止了。一些学者认为瓦格納-堯雷格的疟疾疗法在被发现二十年后就已经被其它疗法取代，这个疗法的手段本身提出醫學倫理學问题，而且它为1940年代里非人性的疟疾试验铺了路。

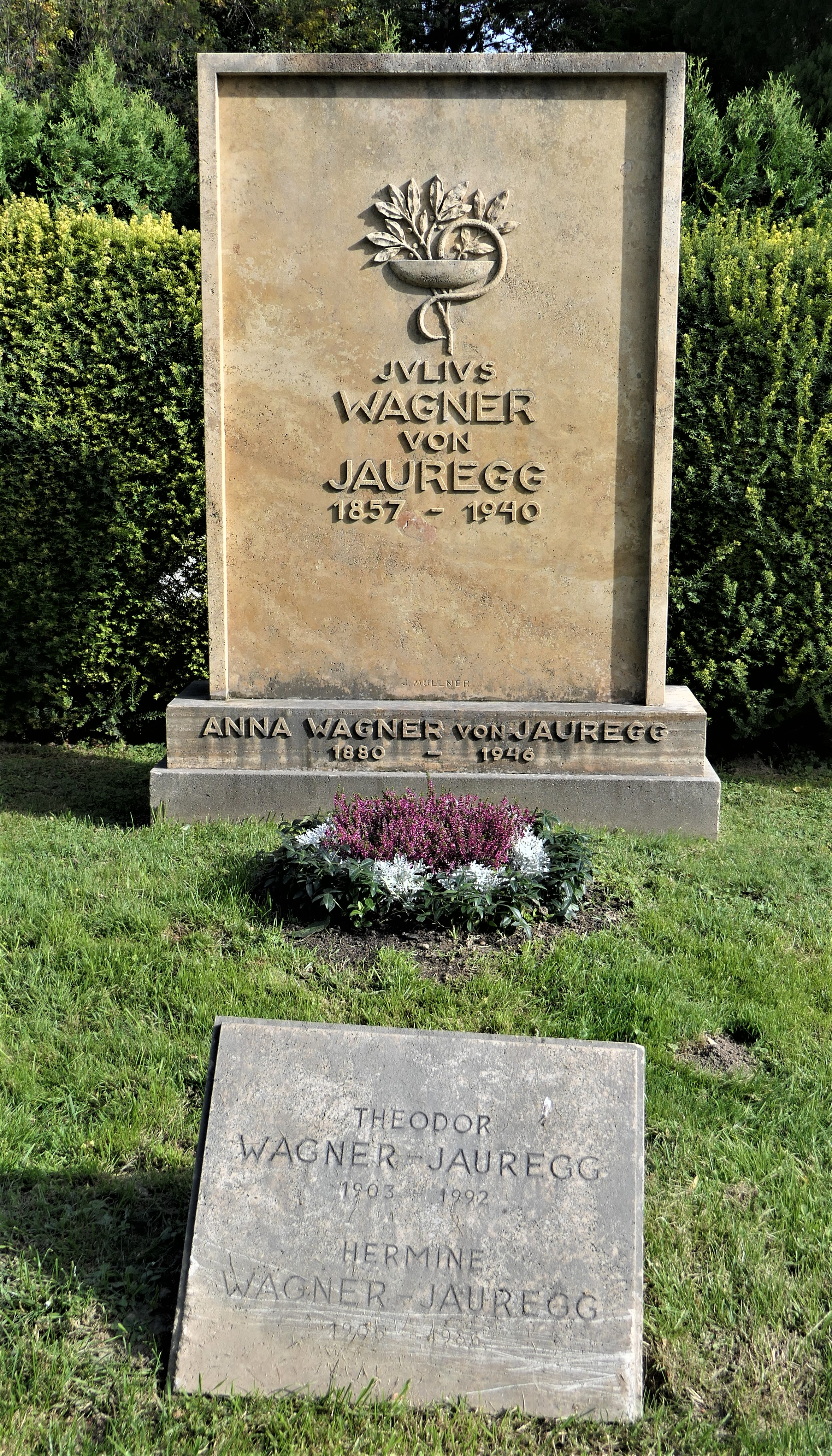
瓦格納-堯雷格家族在维也纳中央墓地的墓

## 书籍
- Kurt Eissler：《Freud und Wagner-Jauregg vor der Kommission zur Erhebung militärischer Pflichtverletzungen》Löcker，维也纳1979年，新版2006年
- Magda Whitrow：《Julius Wagner-Jauregg (1857–1940)》维也纳大学出版社，2001年
- Wolfgang Neugebauer、Kurt Scholz和Peter Schwarz：《Julius Wagner-Jauregg im Spannungsfeld politischer Ideen und Interessen – eine Bestandsaufnahme. Beiträge des Workshops vom 6./7. November 2006 im Wiener Rathaus》法兰克福2008年
- Hans-Georg Hofer: Wagner-Jauregg, Julius. In: Neue Deutsche Biographie (NDB). Band 27. Duncker & Humblot, Berlin not yet published, S. 254–256. (全文) （德文）